# Lyctus tomentosus
Lyctus tomentosus es una especie de escarabajo de la pólvora del género Lyctus, categorizada en la tribu Lyctini, de la familia Bostrichidae. Fue descrita por Reitter en 1879.

## Distribución
Se distribuye por América del Norte: Guatemala y México.